# Adenanthos forrestii
Adenanthos forrestii är en tvåhjärtbladig växtart som beskrevs av F. Müll.. Adenanthos forrestii ingår i släktet Adenanthos och familjen Proteaceae. Inga underarter finns listade i Catalogue of Life.